# Christiaan Alfons Prevoo
Christiaan Alfons Prevoo (Valkenburg, 14 juli 1855  – 14 augustus 1929) was een Nederlands architect en stedenbouwkundige.
Hij was een leerling van Pierre Cuypers. 

## Werken
Een van de meest bekende werken was de Wilhelminatoren in Valkenburg.

## Bron
Weekblad Het Land van Valkenburg - 6 maart 1981